# Еніс Алуші
Еніс Алуші (алб. Enis Alushi, нар. 22 грудня 1985, Косовська Мітровіца) — косовський та німецький футболіст, що грає на позиції півзахисника.
Виступав за низку нижчолігових німецьких клубів, а також національну збірну Косова.

## Клубна кар'єра
Народився 22 грудня 1985 року в місті Тітова-Мітровіца, СФРЮ (нині — Косовська Мітровіца, Косово). Вихованець німецьких юнацьких команд футбольних клубів «Боруссія» (Дортмунд) та «Шпортфройнде» (Зіген).
У 2003 році Еніс Алуші приєднався до «Кельн», спочатку виступаючи за резервну команду в Регіональній лізі. 15 грудня 2006 року він дебютував у Другій Бундеслізі, вийшовши на заміну в домашньому поєдинку проти «Кайзерслаутерна», проте цей матч так і залишився для нього єдиним за першу команду. 
На початку 2007 року Алуші на правах оренди перейшов в «Веен», який через півроку придбав на нього права. 
У липні 2008 року Алуші уклав контракт з клубом «Падерборн 07», де грав наступні чотири роки. 17 жовтня 2009 року Еніс забив свій перший гол у Другій Бундеслізі, відкривши рахунок в гостьовому матчі проти «Ганзи».
Своєю грою за останню команду привернув увагу представників тренерського штабу клубу «Кайзерслаутерн», до складу якого приєднався в липні 2012 року. Відіграв за кайзерслаутернський клуб наступні два сезони своєї ігрової кар'єри.
Протягом 2014—2016 років захищав кольори команди клубу «Санкт-Паулі».
В липні 2016 року підписав контракт з «Нюрнбергом».

## Виступи за збірні
2004 року дебютував у складі юнацької збірної Німеччини, разом з якою був учасником юнацького чемпіонат Європи (U-19) 2004 року. Всього взяв участь у 5 іграх на юнацькому рівні, відзначившись одним забитим голом.
Протягом 2005—2006 років залучався до складу молодіжної збірної Німеччини. На молодіжному рівні зіграв у 10 офіційних матчах.
5 березня 2014 року дебютував в офіційних іграх у складі національної збірної Косова у товариському матчі проти збірної Гаїті, вийшовши у стартовому складі. Цей матч був першим офіційно визнаним матчем збірної. 25 травня того ж року в товариській зустрічі зі збірної Сенегалу Алуши був капітаном команди.
Наразі провів у формі головної команди країни 6 матчів.
| Дата       | Місто              | Господарі         | Результат | Гості  | Турнір            | Голи | Примітки |
| ---------- | ------------------ | ----------------- | --------- | ------ | ----------------- | ---- | -------- |
| 03/06/2016 | Франкфурт-на-Майні | Фарерські острови | 0 – 2     | Косово | товариський матч  | -    | 27'      |
| 05/09/2016 | Турку              | Фінляндія         | 1 – 1     | Косово | Відбір до ЧС 2018 | -    |          |
| Усього     |                    | Матчів            | 2         |        | Голів             | 0    |          |

## Особисте життя
У червні 2011 року Еніс Алуші почав зустрічатися з німецькою футболісткою албанського походження, чемпіонкою світу та Європи Фатміре Байрамай. Пара одружилася в грудні 2013 року, після чого Фатміре взяла прізвище чоловіка, Алуші. 12 листопада 2015  року у пари народився син Аріан.